# If It Don’t Kill You, It Just Makes You Stronger
If It Don’t Kill You, It Just Makes You Stronger ist das zweite und bisher letzte Studioalbum des US-amerikanischen Schauspielers und Sängers Bruce Willis.

## Hintergrund
1986 hatte Willis das Angebot der Plattenfirma Motown angenommen, ein eigenes Album aufzunehmen. Das am 20. Januar 1987 erschienene Debütalbum The Return of Bruno enthielt neben drei für Willis geschriebenen Liedern vor allem Klassiker amerikanischer Soul-, Blues- und R&B-Künstler, wurde ein Überraschungserfolg und in den USA mit einer Goldenen Schallplatte ausgezeichnet. Es erreichte trotz kritischer Rezensionen Platz 14 der US-Album-Charts; alle drei in den USA veröffentlichten Singles konnten sich in den Billboard Hot 100 etablieren, wobei Respect Yourself mit Platz 5 die erfolgreichste Auskoppelung war. In Großbritannien erreichte das Album Platz 7 der Album-Charts, hier wurde Under the Boardwalk bereits im Mai ausgekoppelt und erreichte sogar Platz 2 der UK-Single-Charts.
Für das Nachfolgealbum verließ sich Willis nun nicht mehr nur auf Klassiker, sondern schrieb zusammen mit Robben Ford und dem Produzenten Robert Kraft fünf der enthaltenen Titel selbst. Jedes der für das Album aufgenommenen Lieder wurde einer Situation oder einer Person gewidmet.
Ursprünglich enthielt die LP-Fassung des Albums als letzten Titel nicht das Lied Love Makes the World Go ’Round, sondern den Song Barnyard Boogie; dies wurde jedoch in letzter Minute geändert.

## Rezeption
If It Don’t Kill You, It Just Makes You Stronger war in kommerzieller Hinsicht kein großer Erfolg. In den USA konnten sich weder das Album, noch die ausgekoppelte Single Save the Last Dance for Me etablieren. Lediglich in Großbritannien gelangte dieses Lied, das Willis seiner Tochter Rumer gewidmet hatte, in die Charts, wo es Platz 80 erreichte, aber nach zwei Wochen wieder aus der Hitliste rutschte.
Das deutsche Magazin Musikexpress meinte, „wenn sogenannte US-Schauspieler Tonfolgen“ ausstießen, sei „fast immer der Tatbestand der Körperverletzung erfüllt (siehe David Hasselhoff, Audrey Landers etc.).“ Willis jedoch liefere mit seiner zweiten RCA-LP einen Knüller ab: „feurigen Rock ’n’ Roll, gemixt mit pechschwarzem Soul-Blues“. In der Band tobten Johnny (Gitarre) und Edgar Winter (Saxophon), Robben Ford (Gitarre) und Bassist Roscoe Beck. Willis selbst singe knochentrocken und lasse „die Harmonika heulen“. „Fünf durchweg starke Eigenkompositionen“ habe er gebaut, hinzu kämen „Standards von Willie Dixon und Margaret Lewis und eine hinreißende Version von Save the Last Dance.“ Alle zehn Songs seien „fiebrig und furios,“ alle seien Anspieltips; es gebe „keinen Ausfall, und jedes der vollfetten Bläser-Arrangements“ sei „ein zusätzlicher Genuß“.
Der Rezensent Steven McDonald von Allmusic urteilt über das Album, es sei „schwierig, die lauwarme Annahme von Willis’ zweitem Album zu erklären, nachdem das Vorgängeralbum so gut angekommen“ war. Willis sei „kein Opern-Tenor, aber er habe eine kraftvolle, bluesige Stimme, die ihren Platz zwischen den donnernden Instrumenten des Albums“ verdient habe. Er kommt zu dem Schluss, es handele sich um ein „extrem energiereiches“ Album.

## Titelliste
Liste der ursprünglichen LP-Version:
1. 3:33 – Pep Talk (Bruce Willis, Robert Kraft, Robben Ford) – Widmung: „A random note, from me to myself“
2. 3:20 – Crazy Mixed-Up World (Willie Dixon) – Widmung: „Well I’m crazy ain’t you heard?“
3. 3:58 – Turn It Up (A Little Louder) (Bruce Willis, Robert Kraft, Robben Ford) – Widmung: „For all my wonderful friends in Nichols Canyon (God Bless America)“
4. 2:53 – Soul Shake (Margaret Lewis, Mira Ann Smith) – Widmung: „A toe-tapper from my be-boppin’ days“
5. 4:50 – Here Comes Trouble Again (Bruce Willis, Robert Kraft, Robben Ford) – Widmung: „Trouble never goes away. It just changes disguises.“
6. 3:30 – Save the Last Dance for Me (Doc Pomus, Mort Shuman) – Widmung: „For my daughter Rumer“
7. 5:25 – Blues for Mr. D (Robert Kraft, Bruce Willis, Robben Ford) – Widmung: „A slow one for my brother“
8. 4:05 – Tenth Avenue Tango (Robben Ford) – Widmung: „For the boys at the corner of 49th and 10th“
9. 3:54 – Cant’t Leave Her Alone (Bruce Willis, Robert Kraft, Robben Ford) – Widmung: „From an incident in the schoolyard somewhere around 1969“
10. 2:43 – Barnyard Boogie (Louis Jordan, Wilhelmina Grey) – Widmung: „Animal farm redux“

CD-Bonus-Tracks:
1. 2:53 – Love Makes the World Go ’Round (Dean Jackson) – Widmung: „For Demi“
2. 3:28 – I’ll Go Crazy (James Brown) – Widmung: „A humble homage to the Godfather“